# Ormedis Madera
Ormedis Madera (Necoclí, Antioquia, Colombia; 14 de julio de 1980) es un exfutbolista colombiano. Jugaba de defensa y su último equipo fue Patriotas Boyacá de Colombia.

## Clubes
| Club                   | País     | Año       |
| ---------------------- | -------- | --------- |
| Atlético Nacional      | Colombia | 2001-2003 |
| Unión Magdalena        | Colombia | 2005      |
| Córdoba F. C.          | Colombia | 2006      |
| Envigado F. C.         | Colombia | 2006-2007 |
| Independiente Medellín | Colombia | 2008      |
| Boyacá Chicó           | Colombia | 2009      |
| Deportivo Pasto        | Colombia | 2009      |
| Atlético Huila         | Colombia | 2010-2012 |
| Patriotas Boyacá       | Colombia | 2012      |

## Palmarés

### Torneos nacionales
| Título    | Club           | País     | Año  |
| --------- | -------------- | -------- | ---- |
| Primera B | Envigado F. C. | Colombia | 2007 |